# Annie Jacobsen
Annie Jacobsen (sinh ngày 28 tháng 6 năm 1967) là một nhà báo điều tra và tác giả chuyên viết sách thuộc thể loại phi hư cấu người Mỹ, từng lọt vào vòng chung kết giải Pulitzer năm 2016. Bà còn chấp bút và làm nghề sản xuất truyền hình bao gồm Tom Clancy's Jack Ryan, cho hãng Amazon Studios, và Clarice, cho hãng CBS. Bà từng là biên tập viên đóng góp cho tạp chí Los Angeles Times Magazine từ năm 2009 đến năm 2012. Jacobsen chuyên viết sách về đề tài chiến tranh, vũ khí, an ninh và bí mật. Jacobsen nổi tiếng với nhiều độc giả trong nước khi bà chính là tác giả của cuốn sách phi hư cấu năm 2011 nhan đề Area 51: An Uncensored History of America's Top Secret Military Base. Jacobsen từng được quốc tế ca ngợi và đôi khi, theo một nhà phê bình, là tác giả gây tranh cãi khi viết ra những cuốn sách giật gân bằng cách đề cập những thuyết âm mưu phổ biến.

## Văn nghiệp
Cuốn sách năm 2011 mang tên Area 51: An Uncensored History of America's Top Secret Military Base (tạm dịch: Khu vực 51: Lịch sử không bị kiểm duyệt khu Căn cứ Quân sự Tối mật của Mỹ), đề cập đến Sự cố UFO tại Roswell. Tác phẩm lọt vào danh sách Bán chạy nhất của tờ The New York Times trong suốt mười ba tuần và được dịch sang sáu thứ tiếng. Area 51 đang được phát triển thành sê-ri AMC do Gale Anne Hurd làm giám đốc sản xuất nhưng không còn nữa.
Cuốn sách năm 2014 của Jacobsen có nhan đề Operation Paperclip: The Secret Intelligence Program That Brought Nazi Scientists to America (tạm dịch: Chiến dịch Kẹp giấy: Chương trình tình báo bí mật đưa các nhà khoa học Đức Quốc xã đến Mỹ) "có lẽ là câu chuyện kể toàn diện nhất, tân thời nhất dành cho công chúng" trong một bài đánh giá của Jay Watkins thuộc Trung tâm Nghiên cứu Tình báo của CIA. Operation Paperclip từng được tờ The Boston Globe đưa vào danh sách những cuốn sách hay nhất năm 2014. Nhà sử học vũ trụ hàng đầu Michael J. Neufeld nêu nhận định đầy tiêu cực về cuốn sách này như sau: "Tôi không thể thừa nhận cuốn Operation Paperclip bởi vì: sách chứa đầy lỗi, không tạo ra thông tin mới về cơ bản, nội dung thiếu cân bằng, và phần chú thích trong sách quá tệ."
Cuốn The Pentagon's Brain: An Uncensored History of DARPA, America's Top Secret Military Research Agency (tạm dịch: Bộ não của Lầu Năm Góc: Lịch sử không bị kiểm duyệt của DARPA, Cơ quan Nghiên cứu Quân sự Tối mật của Mỹ), được chọn vào vòng chung kết cho Giải thưởng Pulitzer năm 2016 về thể loại sách lịch sử. Ủy ban Pulitzer đã mô tả cuốn sách này là "Tài liệu nghiên cứu xuất sắc về một cơ quan chính phủ bí mật nhỏ nhưng đầy quyền thế, có nghiên cứu quân sự ảnh hưởng sâu sắc đến các vấn đề thế giới." Các báo The Washington Post, The Boston Globe và Amazon Editors đã bình chọn Pentagon's Brain là một trong những cuốn sách phi hư cấu hay nhất năm 2015.
Cuốn sách tiếp theo của bà được xuất bản vào tháng 3 năm 2017 có tựa đề Phenomena: The Secret History of the U.S. Government's Investigations into Extrasensory Perception and Psychokinesis (tạm dịch: Hiện tượng: Lịch sử bí mật các cuộc điều tra của Chính phủ Mỹ về Ngoại cảm và Psychokinesis).
Tháng 5 năm 2019, Jacobsen đã phát hành cuốn sách mới nhất của mình mang tên Surprise, Kill, Vanish: The Secret History of CIA Paramilitary Armies, Operators, and Assassins viết tắt thành SKV (tạm dịch: Bất ngờ, Giết chóc, Biến mất: Lịch sử bí mật của các đội quân bán quân sự, kẻ vận hành và sát thủ CIA). Sách nói của Apple đã ghi nhận SKV là một trong những sách nói phổ biến nhất năm 2019. J. R. Seeger (một sĩ quan bán quân sự của CIA đã về hưu hiện đang đóng góp cho chương trình Nghiên cứu Tình báo của CIA) từng nêu nhận xét về SKV như sau, "Jacobsen xứng danh là một nhà văn giỏi và một nhà nghiên cứu xuất chúng," nhưng ông chỉ trích sự chú trọng của bà đến từng chi tiết, và cho rằng trọng tâm của cuốn sách quá chung chung khi nói rằng "cả hai chủ đề đều không được đem ra thảo luận theo bất kỳ điều gì giống với chi tiết cần thiết nhằm thấu hiểu sắc thái trong hành động bí mật này".

## Ấn phẩm
- Terror in the Skies: Why 9/11 Could Happen Again. Spence Publishing Company, 2005, ISBN 1-890626-62-7.
- Area 51: An Uncensored History of America's Top Secret Military Base, Hachette Digital, Inc., 2011, ISBN 1-4091-4113-6.
- Operation Paperclip: The Secret Intelligence Program that Brought Nazi Scientists to America. Little, Brown. ngày 11 tháng 2 năm 2014. ISBN 978-0-316-22105-4.[14]
- The Pentagon's Brain: An Uncensored History of DARPA, America's Top-Secret Military Research Agency. Little, Brown and Company. 2015. ISBN 978-0316371766. OCLC 900012161.
- Phenomena: The Secret History of the U.S. Government's Investigations into Extrasensory Perception and Psychokinesis. Little, Brown and Company. 2017. ISBN 978-0316349369.
- Surprise, Kill, Vanish: The Secret History of CIA Paramilitary Armies, Operators, and Assassins Little Brown, 2019, ISBN 0316441430[15]